# Спенсер-Черчилль, Джон Уинстон, 7-й герцог Мальборо
Джон Уинстон Спенсер-Черчилль, 7-й герцог Мальборо (2 июня 1822 — 4 июля 1883) — британский аристократ и государственный деятель, старший сын Джорджа Спенсера-Черчилля (1793—1857), 6-го герцога Мальборо (1840—1857), и леди Джейн Стюарт (1798—1844), дочери адмирала Джорджа Стюарта, 8-го графа Гэллоуэй. Пэр Англии. Дед по отцовской линии сэра Уинстона Черчилля, премьер-министра Великобритании.
Носил титулы графа Сандерленда (1822—1840) и маркиза Блэндфорда (1840—1857).

## Рождение и образование
Родился 2 июня 1822 года в Гарболдишам-холле в графстве Норфолк. Он получил образование в Итонском колледже и Ориэл колледже в Оксфорде.

## Политическая карьера
Джон Уинстон Спенсер-Черчилль начал свою карьеру в чине лейтенанта в 1-м полку Оксфордширских йоменов в 1843 году.
В 1844—1845 и 1847—1857 годах — депутат Палаты общин от города Вудсток (графство Оксфордшир).
1 июля 1857 года после смерти своего отца Джон Уинстон Спенсер-Черчилль унаследовал титул герцога Мальборо и стал членом Палаты лордов. В 1857 году он получил должность лорда-лейтенанта Оксфордшира.
В 1866—1867 годах — лорд-стюард королевского двора, в 1867—1868 годах — лорд-председатель Совета.
Являлся влиятельным масоном. В 1866 году герцог Мальборо стал членом Тайного Совета, в 1868 году был награждён Орденом Подвязки. В 1874 году получил предложение занять пост вице-короля Ирландии, но отказался от должности. Но не отказался два года спустя, когда ему предложили должность лорда-лейтенанта Ирландии. На этом посту он находился с 1876 по 1880 год. Пользовался популярностью на острове и способствовал оживлению торговли в Ирландии.
5 июля 1883 года 61-летний герцог Мальборо скончался от стенокардии на Беркли-сквер № 29 в Лондоне. 10 июля он был похоронен в родовой усыпальнице в Бленхеймском дворце. Титул герцога Мальборо унаследовал его старший сын Джордж Чарльз Спенсер-Черчилль.

## Семья
12 июля 1843 года герцог Мальборо женился на леди Анне Фрэнсис Вейн (15 апреля 1822 — 16 апреля 1899), старшей дочери Чарльза Уильма Стюарта, 3-го маркиза Лондондерри, и леди Френсис Энн Эмили Вейн-Темпест. У герцога и герцогини Мальборо родилось одиннадцать детей:
- Джордж Чарльз (13.05.1844—9.11.1892) — 8-й герцог Мальборо; в первом браке был женат на леди Альберте Гамильтон[англ.] (1847—1932), дочери 1-го герцога Аберкорна; имели трёх дочерей и сына; 20.11.1883 года они развелись; женился во-второй раз на американской наследнице Лили Уоррен Прайс[англ.] (1854—1909), дочери американского офицера Цицерона Прайса[англ.], в браке детей не было; он имел внебрачного сына от связи с Эдит Пирс-Уильямс, которая была женой 7-го графа Эйлсфорда;
- лорд Фредерик Джон Уинстон (2.02.1846—5.08.1850) — умер в возрасте 4 лет;
- леди Корнелия Генриетта Мария (17.09.1847—22.01.1927) — супруга Айвора Геста, 1-го барона Уимборна[англ.] (1835—1914), сына английской писательницы Шарлотты Гест; имели девятерых детей;
- леди Розамунда Джейн Фрэнсис (родилась между 1848—1852—3.12.1920) — супруга британского политика Уильяма Феллоуза, 2-го барона де Рамсея[англ.] (1848—1925); имели шестерых детей;
- лорд Рэндольф Генри (13.02.1849—24.01.1895) — канцлер казначейства; женился на Дженни Джером (1854—1921), дочери американского финансиста и спортсмена Леорнарда Джерома; у них было два сына — Уинстон и Джон;
- леди Фанни Октавия Луиза (29.01.1853—5.08.1904) — супруга Эдварда Маржорибенкса, 2-го барна Твидмаса[англ.] (1849—1909); имели сына;
- леди Анна Эмили (14.11.1854—20.06.1923) — супруга Джеймса Иннс-Кера, 7-го герцога Роксбург; имели семерых детей; правительница гардеробной королевы Виктории;
- лорд Чарльз Эшли (1856—11.03.1858) — умер в детстве;
- лорд Августус Роберт (4.07.1858—12.05.1859) — умер в младенчестве;
- леди Джорджиана Елизавета (14.05.1860—9.02.1906) — вышла замуж за Ричарда Керзона, 4-го графа Хау (1861—1929); имели сына;
- леди Сара Изабелла Августа[англ.] (4.07.1865—22.10.1929) — первая женщина, ставшая военным корреспондентом; супруга подполковника Гордона Челси Уилсона (1865—1914); имели сына.